# Eutreta pollinosa
Eutreta pollinosa är en tvåvingeart som beskrevs av Charles Howard Curran 1932. Eutreta pollinosa ingår i släktet Eutreta och familjen borrflugor. Inga underarter finns listade i Catalogue of Life.